# Njudungs domsaga
Njudungs domsaga var en domsaga i Jönköpings län, bildad den 1 januari 1934 (enligt beslut den 28 april 1933) genom sammanslagning av Västra härads domsaga och Östra härads domsaga. Njudungs domsaga avskaffades den 1 januari 1971 då den delades upp mellan Eksjö tingsrätt och Värnamo tingsrätt.
Domsagans namn togs från smålandet Njudung.

## Tingslag
Under Njudungs domsaga lydde först två tingslag. Den 1 januari 1948 (enligt beslut den 10 juli 1947) slogs dessa ihop för att bilda Njudungs domsagas tingslag.

### Från 1934
- Västra Njudungs tingslag
- Östra Njudungs tingslag

### Från 1948
- Njudungs domsagas tingslag

## Häradshövdingar
- 1934–1936 Sten Sture Fredrik Landergren
- 1936–1955 Carl Oscar Robert Nordenadler
- 1955–1966 Frey Ulf Canutus Björlingson
- 1966–1970 Stig Age Gustaf Frennberg (tillförordnad)